# Portugal au Concours Eurovision de la chanson 2015
Le Portugal a annoncé le 29 juillet 2014 sa participation au Concours Eurovision de la chanson 2015 à Vienne, en Autriche.
Leonor Andrade, la représentante du Portugal au Concours Eurovision de la chanson est annoncée à la suite de la finale nationale Festival da Canção 2015,.

## Festival da Canção 2015
RTP a annoncé le 16 janvier 2015, que 12 compositeurs nationaux ont été invités à composer pour le Festival da Canção 2015.
Le 30 janvier 2015, RTP annonce que le Festival da Canção 2015 sera composé de deux demi-finales composées chacune de 6 chansons, d'une finale de 6 chansons et d'une Grande Finale composée de 3 chansons. Les artistes seront accompagnés d'un orchestre.
Le 19 février 2015, durant une conférence de presse, RTP annonce que le Festival da Canção 2015 sera présenté par un duo par soirée : pour la première demi-finale Jorge Gabriel et Joana Teles, pour la deuxième demi-finale José Carlos Malato et Sílvia Alberto et Catarina Furtado et Júlio Isidro pour la finale.
Sont également annoncés les artistes ainsi que leurs chansons. Toutes sans exception sont en portugais.

### Participants
12 chansons seront en compétition.

### Anciens participants à l'Eurovision
On notera le retour de Simone de Oliveira et de Adelaide Ferreira parmi les 12 interprètes en compétition.
| Artiste            | Chanson               | Année(s) précédente(s) |
| ------------------ | --------------------- | ---------------------- |
| Simone de Oliveira | Sol de Inverno        | 1965                   |
| Simone de Oliveira | Desfolhada Portuguesa | 1969                   |
| Adelaide Ferreira  | Penso em ti (eu sei)  | 1985                   |

### Première demi-finale
La première demi-finale sera présentée par Jorge Gabriel et Joana Teles.
3 des six chansons se qualifieront pour la finale.
Les deux premières chansons qualifiées pour la finale seront sélectionnées par le télévote tandis que la troisième chanson sera sélectionnée par un jury de professionnels composé des 6 compositeurs des chansons de cette demi-finale. Il sera impossible pour les compositeurs de voter pour leur propre œuvre.
- Chanson qualifiée par le télévote
- Chanson qualifiée par le jury

| # | Artiste           | Chanson                  | Traduction                     | Place |
| - | ----------------- | ------------------------ | ------------------------------ | ----- |
| 1 | Rita Seidi        | Lisboa, Lisboa           | Lisbonne, Lisbonne             | 6     |
| 2 | Leonor Andrade    | Há um mar que nos separa | Il y a une mer qui nous sépare | 1     |
| 3 | Filipa Baptista   | A Noite Inteira          | La nuit entière                | 3     |
| 4 | Yola Dinis        | Outra Vez Primavera      | Encore le printemps            | 2     |
| 5 | Gonçalo Tavares   | Tu tens uma mágica       | Tu as de la magie              | 5     |
| 6 | Adelaide Ferreira | Paz                      | Paix                           | 4     |

### Deuxième demi-finale
La deuxième demi-finale sera présentée par José Carlos Malato et Sílvia Alberto.
Comme lors de la première demi-finale, 3 des six chansons se qualifieront pour la finale avec les deux premières chansons qualifiées pour la finale choisies par le télévote tandis que la troisième chanson elle sera sélectionnée par les 6 compositeurs des chansons de cette semi-finale. Il sera impossible pour les compositeurs de voter pour leur propre œuvre.
- Chanson qualifiée par le télévote
- Chanson qualifiée par le jury

| # | Artiste            | Chanson                             | Traduction                                      | Place |
| - | ------------------ | ----------------------------------- | ----------------------------------------------- | ----- |
| 1 | Rubi Machado       | Quando a Lua voltar a passar        | Quand la Lune reparaît                          | 6     |
| 2 | José Freitas       | Mal Menor (Ninguém me guia à razão) | Moindre Mal (Personne ne me ramène à la raison) | 5     |
| 3 | Teresa Radamanto   | Um Fado em Viena                    | Un Fado à Vienne                                | 1     |
| 4 | Simone de Oliveira | À espera das canções                | En attendant les chansons                       | 2     |
| 5 | Filipe Gonçalves   | Dança Joana                         | Danse Joana                                     | 3     |
| 6 | Diana Piedade      | Maldito Tempo                       | Maudit temps                                    | 4     |

### Finale
La finale sera présentée par Catarina Furtado et Júlio Isidro.
Une fois encore, trois chansons de la finale accéderont au stade de la Grande Finale, sur un plan de sélection identique à celui des demi-finales.
- Chanson qualifiée par le télévote
- Chanson qualifiée par le jury

| # | Artiste            | Chanson                             | Traduction                                      | Place |
| - | ------------------ | ----------------------------------- | ----------------------------------------------- | ----- |
| 1 | José Freitas       | Mal Menor (Ninguém me guia à razão) | Moindre Mal (Personne ne me ramène à la raison) | 6     |
| 2 | Yola Dinis         | Outra Vez Primavera                 | Encore le printemps                             | 4     |
| 3 | Leonor Andrade     | Há um mar que nos separa            | Il y a une mer qui nous sépare                  | 1     |
| 4 | Simone de Oliveira | À espera das canções                | En attendant les chansons                       | 3     |
| 5 | Teresa Radamanto   | Um Fado em Viena                    | Un Fado à Vienne                                | 2     |
| 6 | Gonçalo Tavares    | Tu tens uma mágica                  | Tu as de la magie                               | 5     |

### Grande Finale
Lors de la Grande Finale, les trois dernières chansons en lisse seront soumises au télévote et à l'issue de celui-ci sera annoncé(e) le ou la représentant(e) du Portugal au Concours Eurovision de la chanson 2015 à Vienne, en Autriche.
| # | Artiste          | Chanson                  | Traduction                     | Place |
| - | ---------------- | ------------------------ | ------------------------------ | ----- |
| 1 | Leonor Andrade   | Há um mar que nos separa | Il y a une mer qui nous sépare | 1     |
| 2 | Teresa Radamanto | Um Fado em Viena         | Un Fado à Vienne               | 2     |
| 3 | Gonçalo Tavares  | Tu tens uma mágica       | Tu as de la magie              | 3     |

## À l'Eurovision
Le Portugal participa à la seconde demi-finale, le 21 mai 2015. Arrivé 14e avec 19 points, le pays ne se qualifia pas pour la finale.